# كعكة ماريا لويزا
كعكة ماريا لويزا هي حلوى موجودة في المطبخ الكُلُمبيّ والسلفادوري. إنه نوع من كعكة الطبقات، يشبه كعكة فِكتورية الإنجليزية الإسفنجية . 